# Sunnersbergs församling
Sunnersbergs församling är en församling i Kålland-Kinne kontrakt i Skara stift. Församlingen ligger i Lidköpings kommun i Västra Götalands län och utgör ett eget pastorat. 

## Administrativ historik
Församlingen har medeltida ursprung.
Församlingen var till 2002 moderförsamling i pastoratet Sunnersberg, Gösslunda och Strö som även omfattade från 1 maj 1933 Rackeby församling och Skalunda församling och från 1962 Otterstads församling. Församlingen införlivade 2002 Skalunda församling, Rackeby församling, Strö församling, Otterstads församling och Gösslunda församling och utgör sedan dess ett eget pastorat.

## Organister
| Period    | Namn                 | Levnadstid | Övrigt   |
| --------- | -------------------- | ---------- | -------- |
| 1782-1813 | Petter Sunnergren    | 1757-1815  | Organist |
| 1814-1839 | Karl Petter Lindgren | 1788-1839  | Organist |
| 1839-1875 | Sven Petter Lindgren | 1812-1898  | Organist |

## Kyrkor
- Gösslunda kyrka
- Otterstads kyrka
- Rackeby kyrka
- Sankta Marie kapell
- Skalunda kyrka
- Strö kyrka
- Sunnersbergs kyrka